# Табличка з Кіша

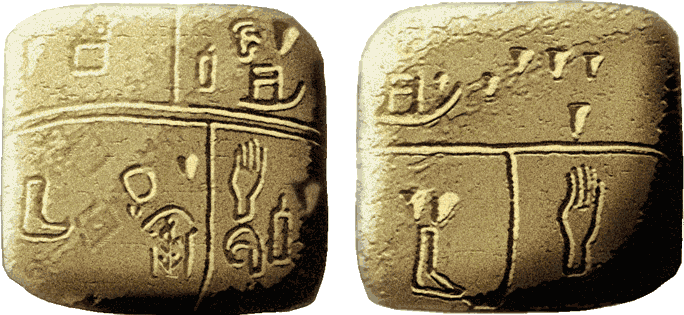
Таблички з Кіша (3500 до н. е.)

Табличка з Кіша — табличка з пісковику, виявлена під час розкопок Телль аль-Ухайміра в провінції Бабіль, Ірак, де раніше знаходилося шумерське місто Кіш.
Табличка датується близько 3500 р. до н. е. (середній Урукський період). У даний час зберігається в колекції музею Ашмола в Оксфорді.
Напис на табличці виконаний примітивними клинописними знаками. Пітер Стірнс називає її найдавнішим письмовим документом. Склад знаків цієї таблички за характером скоріше більш піктографічний, відображаючий перехідну стадію від протописьменності до частково складового клинописного письма. Кілька сотень глиняних табличок, виявлених в Уруці (велика частина датується 3200-3100 до н. е.), настільки ж важкі для прочитання, як і табличка з Кіша, але, на думку Стірнса, являють собою господарські записи. Перші документи, написані безсумнівно шумерською мовою, походять з Джемдет-Насру (культура ранньої бронзової доби) і датуються 3200-3100 до н. е. Практично всі вони, за Стірнсом, являють собою господарські записи.